# Кирилов, Андрей Николаевич
Андре́й Никола́евич Кири́лов (род. 17 мая 1966 года, Кирово-Чепецк, Кировская область, РСФСР, СССР) — советский и российский  хоккеист, выступавший за «Трактор» (Челябинск) и Итиль (Казань), мастер спорта СССР.

## Биография
Родился 17 мая 1966 года в Кирово-Чепецке. Воспитанник местной «Олимпии» (первый тренер — Г. М. Журавлёв) В 1981 году был в составе молодёжной команды клуба «Олимпия», игравшей в финале первенства СССР (турнир 8 команд).
В 17 лет начал выступать в основном составе команды. В 1989 году был приглашён в клубы высшей лиги чемпионата СССР, сначала в челябинский «Трактор», в 1991 году — казанский «Итиль».
В 1992 году вернулся в кирово-чепецкую «Олимпию», после нескольких сезонов в ней в 29 лет заключил контракт с командой Австрийской хоккейной лиги «Капфенберг», где играл в сезонах 1996—1998 годов (последний из них клуб не завершил в связи с банкротством), затем снова вернулся в «Олимпию».
В составе «Олимпии» является лучшим снайпером (только голы) в матчах за команду — 343 шайбы за 18 сезонов.
После завершения карьеры продолжал играть в кирово-чепецкой команде ветеранов «Дикие пчёлы», многолетнем лидере чемпионата Любительской и Ночной хоккейной лиг Кировской области.